# Christian Jakobsen
Christian Jakobsen (Hvidovre, 27 marzo 1993) è un calciatore danese, centrocampista o attaccante dell'Hvidovre.

## Caratteristiche tecniche
Prevalentemente, viene schierato come esterno destro d'attacco. Può anche essere utilizzato come seconda punta o esterno sinistro d'attacco.

## Carriera
Asante iniziò la carriera nell'Hvidovre e, nel 2015, dopo essere stato svincolato, passò al Roskilde dove gioco metà stagione prima di essere acquistato dal Brøndby con il quale esordì in Superligaen. Dopo una stagione e mezza approdò al SønderjyskE.

## Palmarès

### Club

#### Competizioni nazionali
- Coppa di Danimarca: 1

SønderjyskE: 2019-2020